# Tytus Dzieduszycki
Tytus Dzieduszycki (29. listopadu 1796 – 5. července 1870 Jabluniv) byl rakouský šlechtic a politik polské národnosti z Haliče, během revolučního roku 1848 poslanec Říšského sněmu.

## Biografie
Byl šlechtického původu. Roku 1849 se uvádí jako hrabě Titus Dzieduszycky, majitel hospodářství v Jabłonówě.
Během revolučního roku 1848 se zapojil do veřejného dění. Ve volbách roku 1848 byl zvolen i na ústavodárný Říšský sněm. Zastupoval volební obvod Kopyčynci. Tehdy se uváděl coby statkář.
Zemřel v dubnu 1870 ve věku 74 let v Jabłonówě.